# Akita (prefectuur)
De prefectuur Akita (Japans: 秋田県, Akita-ken) is een Japanse prefectuur in het gewest Tohoku in het noorden van het eiland Honshu. De hoofdstad is de gelijknamige stad Akita.

## Geografie
Akita grenst in het westen aan de Japanse Zee, in het noorden aan Aomori, in het oosten aan Iwate, in het zuidoosten aan Miyagi en in het zuiden aan Yamagata.
De prefectuur is grofweg rechthoekig van vorm, ruwweg 181 km van noord tot zuid en 111 km van west tot oost. Het Ou-gebergte vormt de oostelijke grens van de prefectuur; het Dewa-gebergte loopt dwars door het gebied heen. Akita heeft een typisch Noord-Japans klimaat, hetgeen betekent dat de winters koud zijn, in het bijzonder aan zee, en de zomers gematigd.
De grootste polder van Japan, de Hachirogata-polder is gelegen in deze prefectuur. Op deze plaats lag vroeger het Hachiromeer. Het diepste punt van de polder ligt op 4,0 meter onder zeeniveau, waarmee dit het laagste punt van Japan is. Het meer is in 1964 drooggelegd en is met een oppervlakte van 172,03 km² qua grootte vergelijkbaar met de Haarlemmermeer. De polder heeft veel weg van de Noordoostpolder en het in de polder gelegen dorp Ogata-mura is de enige Japanse plaats die onder de zeespiegel ligt.
De administratieve onderverdeling is als volgt :

### Zelfstandige steden (市) shi
Er zijn 13 steden in de prefectuur Akita.
- Akita (hoofdstad)
- Daisen
- Katagami
- Kazuno
- Kitaakita
- Nikaho
- Noshiro
- Oga
- Odate
- Senboku
- Yokote
- Yurihonjo
- Yuzawa

### Gemeenten (郡 gun)
De gemeenten van Akita, ingedeeld naar district:
| District    | Gemeenten                            |
| ----------- | ------------------------------------ |
| Kazuno      | Kosaka                               |
| Kitaakita   | Kamikoani                            |
| Minamiakita | Gojome - Hachirogata - Ikawa - Ogata |
| Ogachi      | Higashinaruse - Ugo                  |
| Senboku     | Misato                               |
| Yamamoto    | Fujisato - Happo - Mitane            |

### Fusies
(Situatie op 27 maart 2006) 
Zie ook: Gemeentelijke herindeling in Japan
- De gemeente Misato uit het District Senboku ontstond op 1 november 2004 uit de fusie van de gemeenten Sennan, Rokugou en Senhata.

- Het voormalige District Kawabe dat bestond uit de gemeenten Kawabe en Yuwa werd op 11 januari 2005 aangehecht bij de stad Akita.

- De stad Kitaakita ontstond op 22 maart 2005 uit de fusie van de gemeenten Aikawa, Ani, Moriyoshi en Takanosu (allen van het District Kitaakita).

- Op 22 maart 2005 fuseerde de stad Omagari met de gemeenten Kamioka, Nishisenboku, Nakasen, Kyowa, Senboku, Ota en Nangai (allen van het District Senboku) tot de nieuwe stad Daisen.
- Op 22 maart 2005 ontstond de stad Yurihonjo uit de fusie van de stad Honjo met de gemeenten Chokai, Higashiyuri, Iwaki, Nishime, Ouchi, Yashima en Yuri.

- Op 22 maart 2005 fuseerde de gemeenten Tennō, Iitagawa en Showa tot de nieuwe stad Katagami.

- Op 22 maart 2005 werden de gemeenten Minase, Inakawa en Ogachi aangehecht bij de stad Yuzawa.

- Op 22 maart 2005 werd de gemeente Wakami aangehecht bij de stad Oga.

- On 20 juni 2005 werden de gemeenten Hinai en Tashiro aangehecht bij de stad Ōdate.

- Op 20 september 2005 fuseerde de gemeenten Kakunodate, Tazawako en Nishiki tot de nieuwe stad Senboku.

- Op 1 oktober 2005 werden de gemeenten Hiraka, Jumonji, Masuda, Omonogawa, Omori, Sannai en Taiyu (Akita) aangehecht bij de stad Yokote.

- Op 1 oktober 2005 smolt de gemeente Nikaho samen met de gemeenten Kisakata en Konoura. Na deze fusie kreeg Nikaho het statuut van stad. Het District Yuri verdween als gevolg van deze fusie.

- Op 20 maart 2006 smolten de gemeenten Hachiryu, Kotokaen Yamamoto (allen van het District Yamamoto) samen tot de nieuwe gemeente Mitane.

- Op 21 maart 2006 werd de gemeente Futatsui van het District Yamamoto aangehecht bij de stad Noshiro.

- Op 27 maart 2006 fuseerden de gemeenten Hachimori en Minehama van het District Yamamoto tot de nieuwe gemeente Happo.

## Demografie
| Bevolkingsdiagram                                         |                                                               |
| Bevolkingspiramiden van Akita en het nationale gemiddelde | De bevolkingspiramide van Akita en de bevolking naar geslacht |
| ■ Purper is Akita ■ Groen is het nationale gemiddelde     | ■ Blauw = man ■ Rood = vrouw                                  |

Op 1 oktober 2020 had de prefectuur Akita 959.502 inwoners, een daling van ruim 60.000 personen ten opzichte van 1.023.119	inwoners vijf jaar eerder. De gemiddelde jaarlijkse bevolkingsgroei komt hiermee uit op -1,28% voor de periode 2015-2020. De bevolking van Akita vertoont al sinds 1955, toen er 1.348.871 inwoners werden geregistreerd, een langzaam maar geleidelijk dalende trend als gevolg van emigratie naar de dichtbijgelegen Tokyo (en andere steden) in de jaren ‘60 en ‘70, maar sinds de 21ste eeuw zijn de verslechterde demografische ontwikkelingen de voornaamste reden voor de bevolkingskrimp. 
Zo had Akita in 2019 ongeveer 963.000 inwoners, waarmee het de 38ste prefectuur van Japan was qua bevolkingsomvang. Het geboortecijfer is er enorm laag: met slechts 4.696 levendgeborenen in 2019 kwam het geboortecijfer uit op 4,9 geboorten per 1.000 inwoners (oftewel: 4,9‰), het laagst in Japan. Het sterftecijfer daarentegen is - met 15.784 sterftegevallen of 16,4‰ - relatief hoog en zelfs het hoogst in heel Japan. Vanwege de combinatie van een laag geboortecijfer en hoog sterftecijfer heeft Akita de laagste natuurlijke bevolkingsgroei in Japan: met -11.088 personen in 2019, komt de natuurlijke bevolkingsgroei uit op -11,5‰. Het vruchtbaarheidscijfer in 2019 was slechts 1,33 kinderen per vrouw gedurende haar vruchtbare periode, een daling ten opzichte van 1,37 kinderen per vrouw in 2013.
In 2011 was Akita met 29,7 procent 65-plussers de meest vergrijsde prefectuur van Japan. In 2019 was dit percentage gestegen tot 36%, terwijl 19,9% van de bevolking zelfs 75 jaar of ouder was. Kinderen tussen de 0-14 jaar vormden slechts 9,5% van de bevolking, een daling ten opzichte van 11,3% in 2011.

## Economie

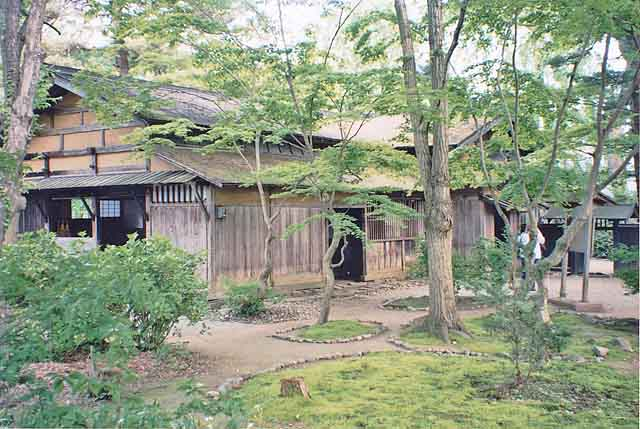
Samuraihuizen in Kakunodate

De economie van Akita draagt vooral op traditionele industrieën, zoals landbouw, visserij en bosbouw. Dit heeft vele jonge mensen ertoe gebracht om naar Tokio en andere grote steden te migreren.

## Toerisme
De omgeving van het Tazawa-meer, is een geliefd toeristenoord, vooral uit Japan zelf. Daarnaast zijn er een aantal seizoensgebonden festivals (matsuri) die een glimp van de traditionele Japanse cultuur laten zien.
Kakunodate is een toeristische oude stad, waar volledig bewaarde samuraihuizen te bezichtigen zijn. Het Aoyagi-huis is de vroegere woonplaats van Odano Naotake. Het huis is tegenwoordig een museum en een galerij met medische illustraties en traditionele ambachten.